# Yoon Hyun-min
Yoon Hyun-min né le 15 avril 1985 à Seoul, est un acteur sud-coréen. Après avoir été en couple durant 7 ans avec sa co star Baek Jin Hee rencontrée sur le tournage du drama My daughter Geum Sa Wol, ils ont annoncé via leurs agences leur rupture mutuelle en 2023.

## Biographie
Après avoir été diplômé du lycée de Cheongwon, Yoon a été joueur de baseball pour les Hanwha Eagles en 2005 et les Doosan Bears en 2006. Il est tombé amoureux de la scène après avoir regardé Finding Kim Jong-wook, et a quitté le sport pour commencer à jouer en 2007, jouant dans la comédie musicale Spring Awakening,,.
Yoon est en couple avec sa co-star, Baek Jin-hee, depuis avril 2016.